# サンタントワーヌ (ジェール県)
サンタントワーヌ（Saint-Antoine）は、フランス、オクシタニー地域圏ジェール県のコミューン。サンタントワーヌ・シュル・アラ（Saint-Antoine sur l'Arrats、ガスコーニュ語:Sent Antòni deu Pont d'Arrats）とも呼ばれる。通常は正式名称のサンタントワーヌよりも、コミューンのホームページで確認できるように、サンタントワーヌ＝ド＝ポン＝ダラッツ（Saint-Antoine-de-Pont-d'Arratz）の名称で呼ばれる。

## 地理
サンタントワーヌは、ガロンヌ川左岸の支流アラ川に接し、ガスコーニュ北部のブリュロワ地方に属している。ロゼルトとフルーランス間を走る国道653号線が通じる。コミューンはタルヌ＝エ＝ガロンヌ県と接している。

## 歴史

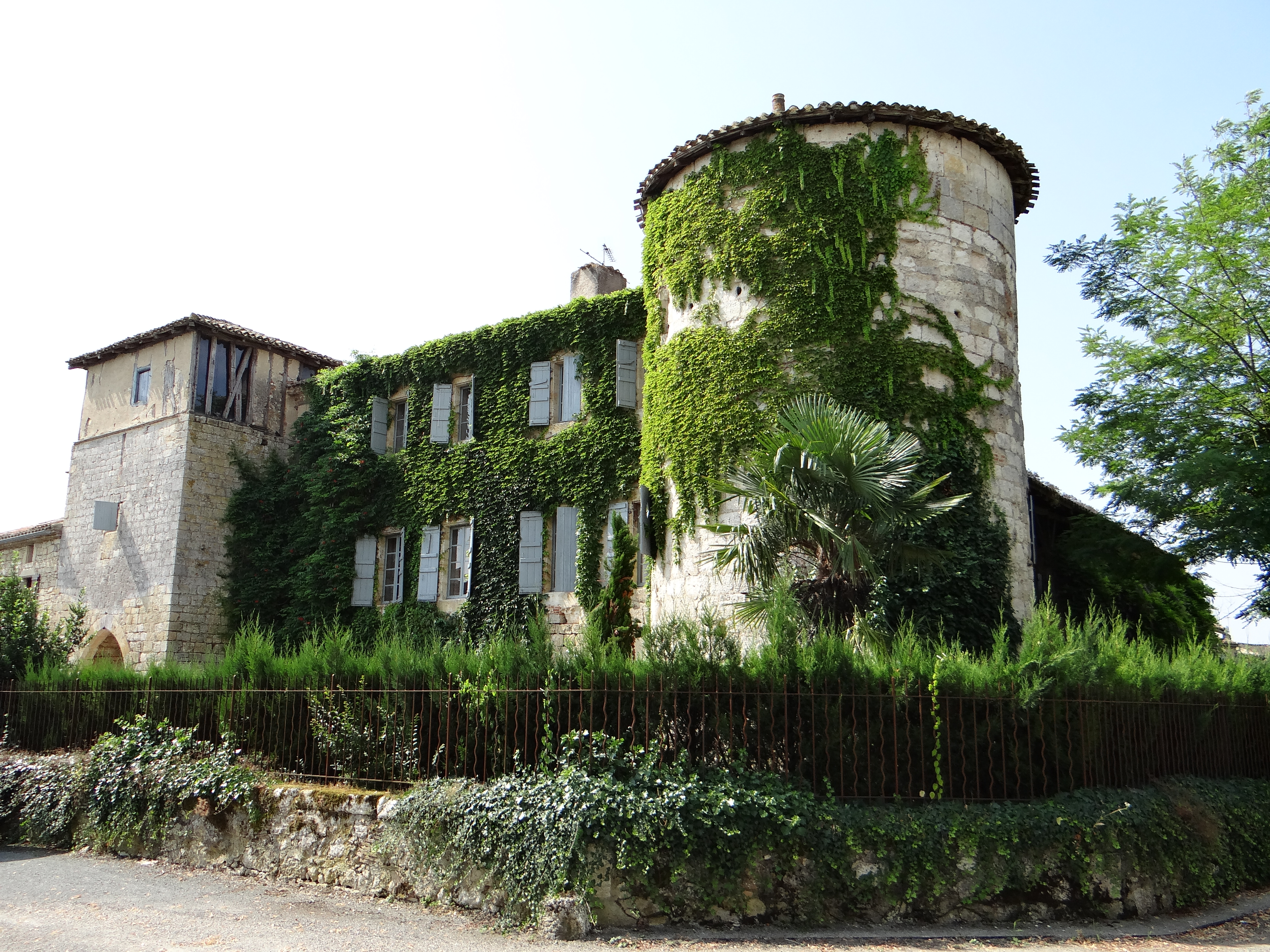
サンタントワーヌ会のコマンドリー

サンタントワーヌの名は、巡礼中に死亡したガイヤール・ダスコの遺贈による結果、1204年にこの地にやってきた、巡礼者に医療で奉仕するサンタントワーヌ会（fr）の司祭たちに由来する。彼らは1777年までこの地に定住していた。彼らは病院を運営し、巡礼者が渡るアラ川の橋（背後にダムがあった）と製粉所を監視していた。サンタントワーヌは、サンティアゴ・デ・コンポステーラの巡礼路であるポディエンシス道途上にある。

## 史跡
- サンタントワーヌ教会 - サンタントワーヌ会を示すギリシャ文字のΤ（タウ）が基礎石に刻まれる。聖人の腕のような遺物をおさめた聖遺物箱がある。
- サンタントワーヌ会のコマンドリー - 1972年に歴史文化財指定を受けた[3]。アジャンとレクトゥール間に設置された。1776年にローマ教皇ピウス6世はサンタントワーヌ会を立ち退かせ、翌1777年に機能をマルタ騎士団に移管した。会の資産はフランス革命中に没収され、病院は消滅した[4]。

## 人口統計
| 1962年 | 1968年 | 1975年 | 1982年 | 1990年 | 1999年 | 2006年 | 2011年 |
| ------ | ------ | ------ | ------ | ------ | ------ | ------ | ------ |
| 201    | 190    | 155    | 181    | 166    | 174    | 188    | 205    |

参照元:1999年までEHESS、2004年以降INSEE